# Seui
Seui (/seˈui/; Seùi in sardo) è un comune italiano di 1 149 abitanti della città metropolitana di Cagliari, nella subregione storica della Barbagia di Seùlo, e si trova a 820 metri sul livello del mare, risultando il sesto paese della Sardegna per altimetria.

## Storia

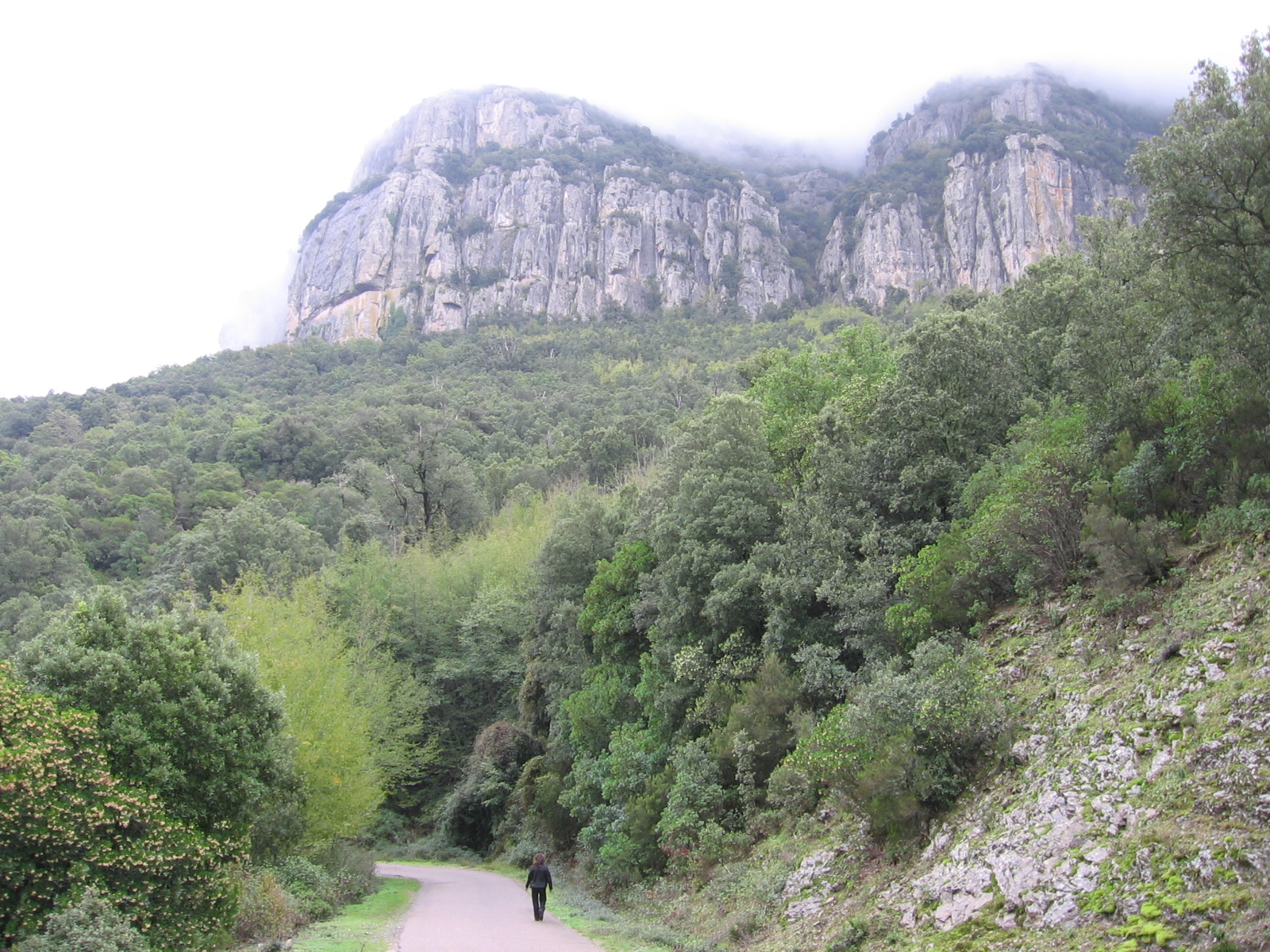
I boschi di Seui

Il suo territorio è stato abitato fin dal III millennio a.C., come testimoniano numerose tracce e resti archeologici della civiltà prenuragica e nuragica (circoli tombali, tombe dei giganti, pozzi sacri, nuraghi ecc.).
Nel medioevo appartenne al giudicato di Cagliari e fece parte della curatoria di Seulo, di cui Seulo fu capoluogo. Alla caduta del giudicato (1258) passò per breve tempo al giudicato di Gallura e in seguito sotto il diretto controllo della repubblica di Pisa.
Conquistata dagli aragonesi nel 1324, fu dato in feudo a diverse famiglie, tra cui i Carroz conti di Quirra.
Nel 1604 fu incorporato nel ducato di Mandas, feudo prima dei Maza e poi dei Tellez-Giron di Alcantara, ai quali fu riscattato nel 1839 con la soppressione del sistema feudale.
Intorno alla metà del XVII secolo nel centro storico del paese fu costruito un carcere spagnolo per l'amministrazione della giustizia in tutta la Barbagia di Seulo che venne utilizzato fino al 1975.

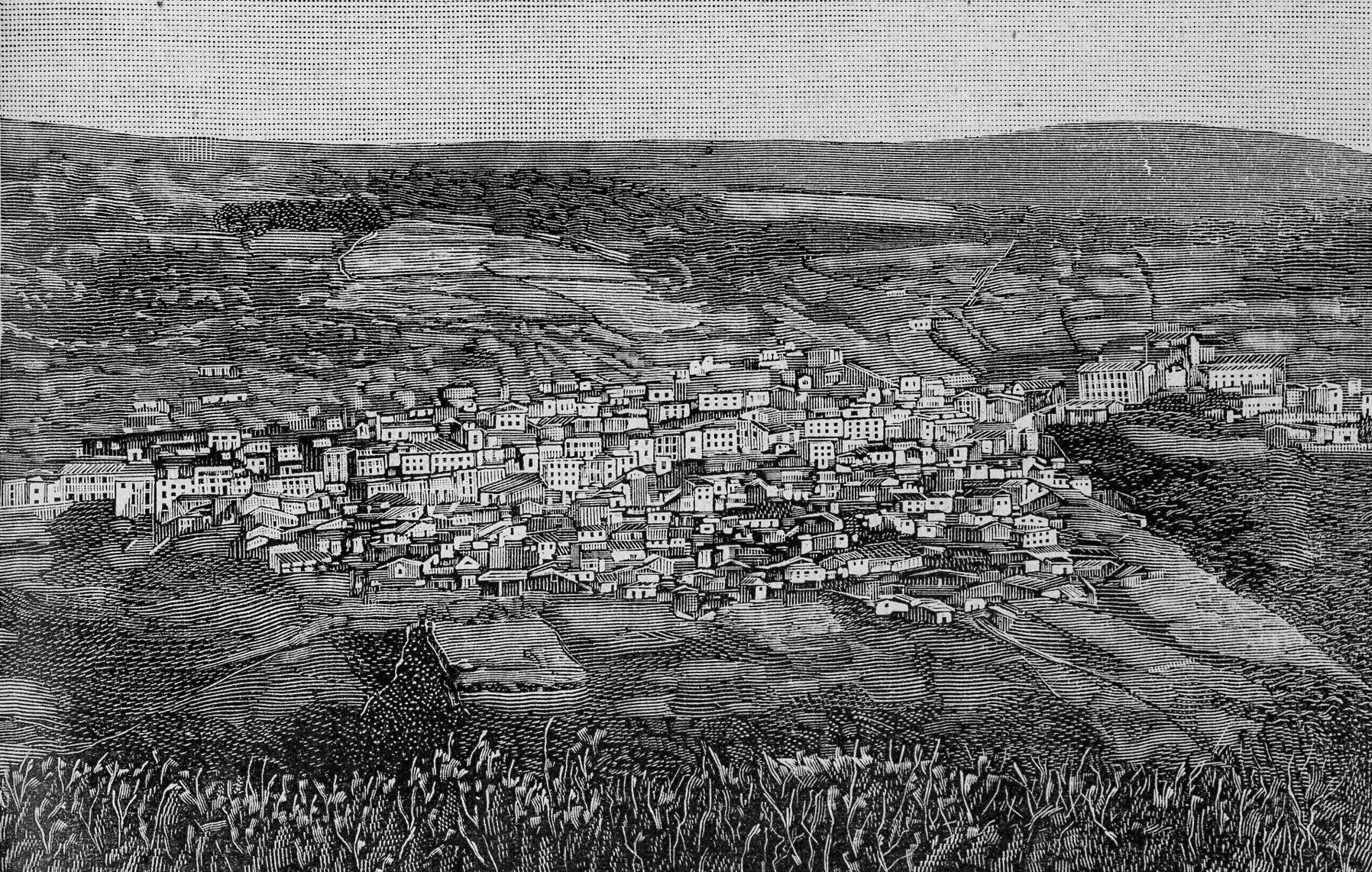
Panorama di Seui (xilografia 1901)

Nei pressi del centro abitato è situato un importante complesso minerario in località "Fundu 'e Corongiu" sorto nel 1850 e successivamente chiuso nel 1960, dedito allo sfruttamento di un giacimento di antracite. La scoperta del giacimento carbonifero è da attribuirsi ad Alberto La Marmora nel 1827; il sito minerario è rimasto attivo dal 1870 sino al 1958.
Oggi il paese di Seui è il più importante centro della Barbagia di Seulo. Fino al 2005 faceva parte della provincia di Nuoro; in seguito all'istituzione della Provincia dell'Ogliastra, Seui venne annessa a quest'ultima. Nel 2016, a seguito della riforma delle province sarde, il paese è stato aggregato alla neo-istituita provincia del Sud Sardegna. Tuttavia la popolazione si pronunciò con un referendum consultivo popolare tenutosi nella primavera del 2017 votando per il ritorno del comune nella provincia di Nuoro.

### Simboli
Lo stemma e il gonfalone del comune di Seui sono stati concessi con decreto del presidente della Repubblica del 23 maggio 1956. 
Nello stemma di azzurro, figura un muflone d'oro, passante su un terreno erboso.
Il gonfalone è un drappo di azzurro.

## Monumenti e luoghi d'interesse

### Architetture religiose

#### Chiese urbane
- Chiesa di Santa Maria Maddalena
- Chiesa di San Giovanni Battista

#### Chiese campestri
- Chiesa di San Cristoforo
- Chiesa di Santa Lucia
- Chiesa della Madonna del Carmine
- Chiesa di San Sebastiano e Santa Barbara

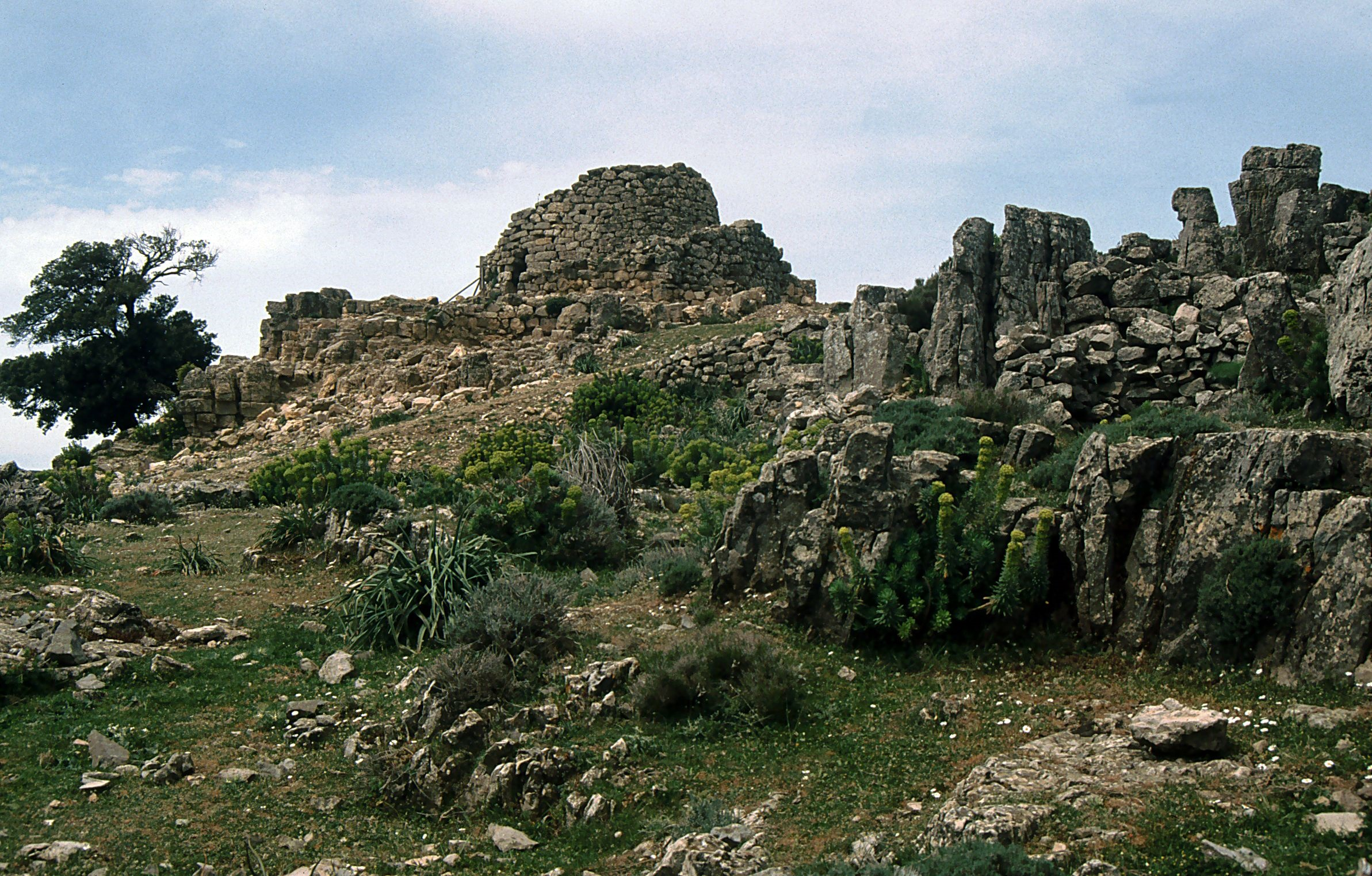
Nuraghe Ardasai

### Siti archeologici
- Nuraghe Ardasai
- Nuraghe Cercessa

### Aree naturali

#### Complesso forestale Montarbu
Una parte cospicua del territorio di Seui è occupata dalla foresta di Montarbu. Con i suoi 2800 ettari è tra le superfici boschive più importanti della Sardegna sottoposte a tutela in aree SIC e ZPS.
Il nucleo più antico delle foresta è costituito da un bene ex-ademprivile di circa 1668 ettari, venduto nel 1926 dalla Cassa di Credito Agrario di Cagliari all'Azienda di Stato per le Foreste Demaniali per la somma di £ 955.150. Con la costituzione della Regione Autonoma della Sardegna nel 1948, la Foresta Demaniale di Montarbu divenne patrimonio regionale.
Nel 1965 il territorio venne ulteriormente ingrandito quando il comune di Seui alienò altri 1098 ettari contigui al complesso originario.
Al suo interno si possono ammirare boschi di leccio, roverella, sughera e di castagno puri; inoltre sono presenti esemplari di carpino nero, agrifoglio, tasso e numerose specie botaniche endemiche e di rilevante interesse naturalistico. 
Il parco è un'oasi di ripopolamento permanente di animali selvatici quali l'aquila reale, il cervo sardo, il daino, il muflone e i più comuni cinghiali.
Dal punto di vista altimetrico il territorio del parco varia dai circa trecento metri sopra il livello del mare del confine sud ai 1325 di Punta Margiani Pubusa al confine nord con il Flumendosa e il massiccio del Gennargentu.
Il Parco di Montarbu è fruibile dal punto di vista turistico e ricettivo, dal centro di accoglienza dell'Ente Foreste prendono avvio diversi percorsi naturalistici ed ecoturistici con differente grado di difficoltà con possibilità di accesso anche per i diversamente abili.

## Società

### Evoluzione demografica
Abitanti censiti

### Lingue e dialetti
La variante del sardo parlata a Seui è il campidanese barbaricino meridionale.

## Cultura

### Musei
Di particolare interesse è il percorso storico, documentale ed etnografico che si snoda all'interno del paese (sistema museale seuese). Esso comprende la palazzina liberty, l'ex carcere spagnolo, la pinacoteca, la casa Farci aperta e inaugurata nel luglio 2003. Nella palazzina liberty, risalente al 1905 e sede in passato di una società mineraria, sono esposti reperti archeologici, e oggetti della tradizione notarile, civica, antropologica e mineraria (relativi alla miniera carbonifera di San Sebastiano distante circa 3 km a nord ovest dell'abitato) di Seui.

Nella casa Farci, inaugurata nel 2003, sono presenti le selezioni relative all'omonimo scrittore e saggista del XX secolo, nonché quelle relative agli abiti della tradizione locale, al commercio e all'agricoltura, alla produzione del vino e alla pastorizia, alle arti e ai mestieri, all'emigrazione: sono oggetti che testimoniano gli usi e i costumi delle tradizioni popolari, nonché un legame intimo e profondo con un passato ricco di storia e di cultura.
Interessante è l'ex carcere spagnolo che offre uno spaccato delle condizioni di vita carceraria del passato: è possibile visitare le stanze delle torture, gli ambienti comuni e di servizio, l'ampia cella maschile e quella femminile, le piccole celle di rigore. Nella sede storica del municipio (1850) è stata allestita la pinacoteca, dove è possibile ammirare tele seicentesche e opere di pittura e scultura moderna e contemporanea. Infine ma non per importanza, l'Antiquarium Ecclesiastico, allestito nel salone parrocchiale è ricco di pregevoli oggetti, statue lignee, arredi sacri, testi e documenti.

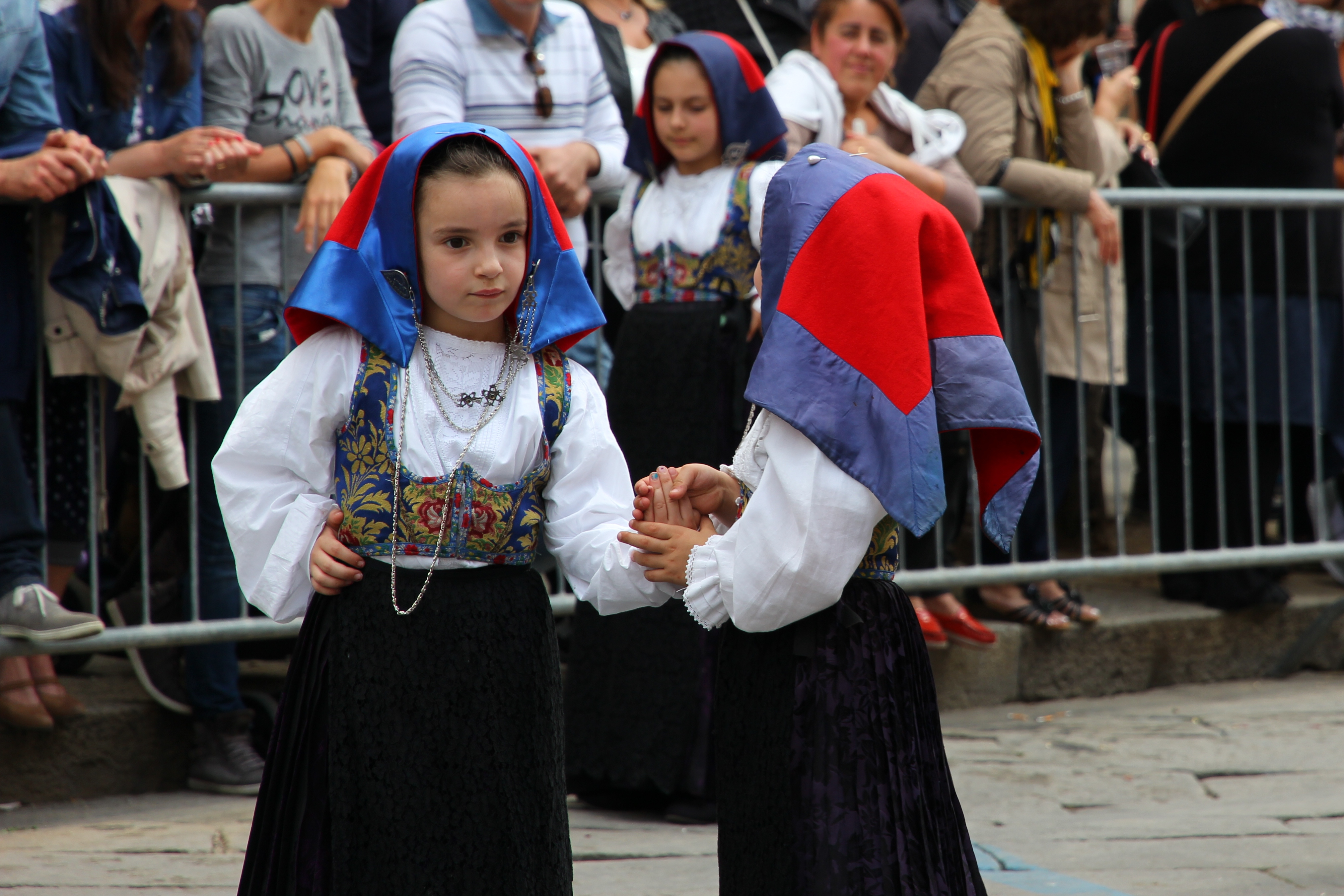
Costume tradizionale

- Museo carcere spagnolo[9]
- Museo palazzina Liberty
- Museo casa Farci
- Museo "Sa domu de sa maja"
- Pinacoteca comunale
- Antiquarium Ecclesiastico

### Eventi

#### Is Fogoronis di Sant'Efisio, Sant'Antonio Abate e San Sebastiano
Nel mese di gennaio il 15, il 17 e il 21 in onore di questi santi alla vigilia della festa, in ogni vicinato al calar della sera si accendono is fogoronis (falò), le famiglie si riuniscono intorno ai fuochi.

#### Festa di San Cristoforo
Questa festa si svolge la prima domenica di giugno. Viene portato il santo nella chiesa campestre omonima e lì celebrata la messa.

#### Festa di San Giovanni Battista
Questa festa ricorre per la natività di San Giovanni Battista; viene celebrata la messa nella chiesetta omonima al centro del paese. Durante la festa viene organizzata dai pastori del paese una cena per la comunità dove viene distribuito "su casu agedu" (formaggio acido) e "su Cardamponi" (pecora bollita con patate).

#### Festa di Santa Lucia
Questa festa si svolge solitamente la prima domenica di luglio nella chiesa sita fuori dal centro abitato ai piedi del monte Lusei, dove la statua della santa viene portata in processione a piedi.

#### Festa della Madonna del Monte Carmelo "Su Cramu"
Questa è la festa religiosa più importante della comunità seuese; viene celebrata la terza domenica di luglio e le celebrazioni durano due giorni. La mattina del sabato la statua viene portata in processione su un carretto siciliano trainato da una coppia di buoi fino alla chiesetta sita nella località del monte Arcuerì, accompagnata dai gruppi folk e dalla banda musicale del paese. Durante i due giorni vengono celebrate varie messe religiose e la festa viene animata da balli tradizionali e da altri intrattenimenti. La domenica sera la statua della santa lascia la chiesa di Arquerì e fa il suo rientro nell'abitato di Seui.

#### Festa di Santa Barbara e San Sebastiano
La festa viene celebrata la prima domenica di agosto in una chiesa campestre poco fuori dal centro abitato. Vengono celebrate delle messe in onore dei minatori e hanno lavorato e che hanno perso la vita nella miniera di antracite di "Fundu 'e Corongiu" 

#### Sagra de Su Prugadoriu
L'evento si svolge il primo novembre. "Su Prugadoriu" significa in italiano "Purgatorio" ed è la ricorrenza delle anime dei defunti. In passato la festa prevede che i bambini passino di casa in casa chiedendo dei doni, solitamente noci, noccioline o castagne per le anime dei morti, come succede anche a Seulo. A Seui, in occasione della festa, oltre alle messe per la commemorazione dei morti, vengono aperti "Is mangasinus" dove vengono esposti i prodotti tipici locali per i turisti che accorrono nel paese per la festività.

## Geografia antropica
Il territorio comunale comprende anche l'isola amministrativa di Orboredu, avente una superficie di 8,24 km².

## Infrastrutture e trasporti

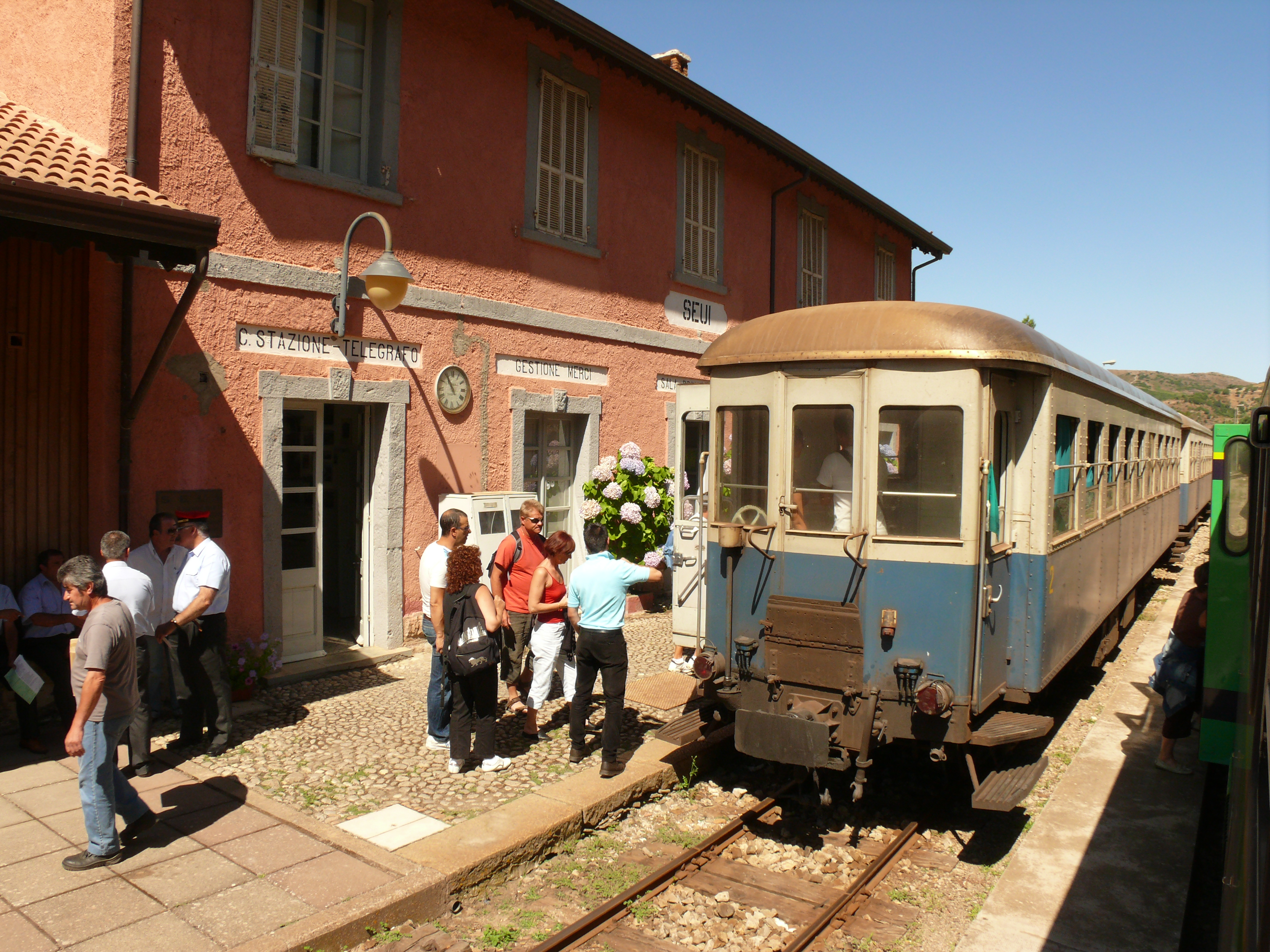
La stazione di Seui

Il comune di Seui è attraversato dalla ferrovia Mandas-Arbatax a scartamento ridotto, dal 1997 in uso esclusivamente per fini turistici legati al progetto Trenino Verde dell'ARST. Nel territorio comunale sono presenti la stazione di Seui e la fermata di Anulù, attive principalmente nel periodo estivo.

## Amministrazione

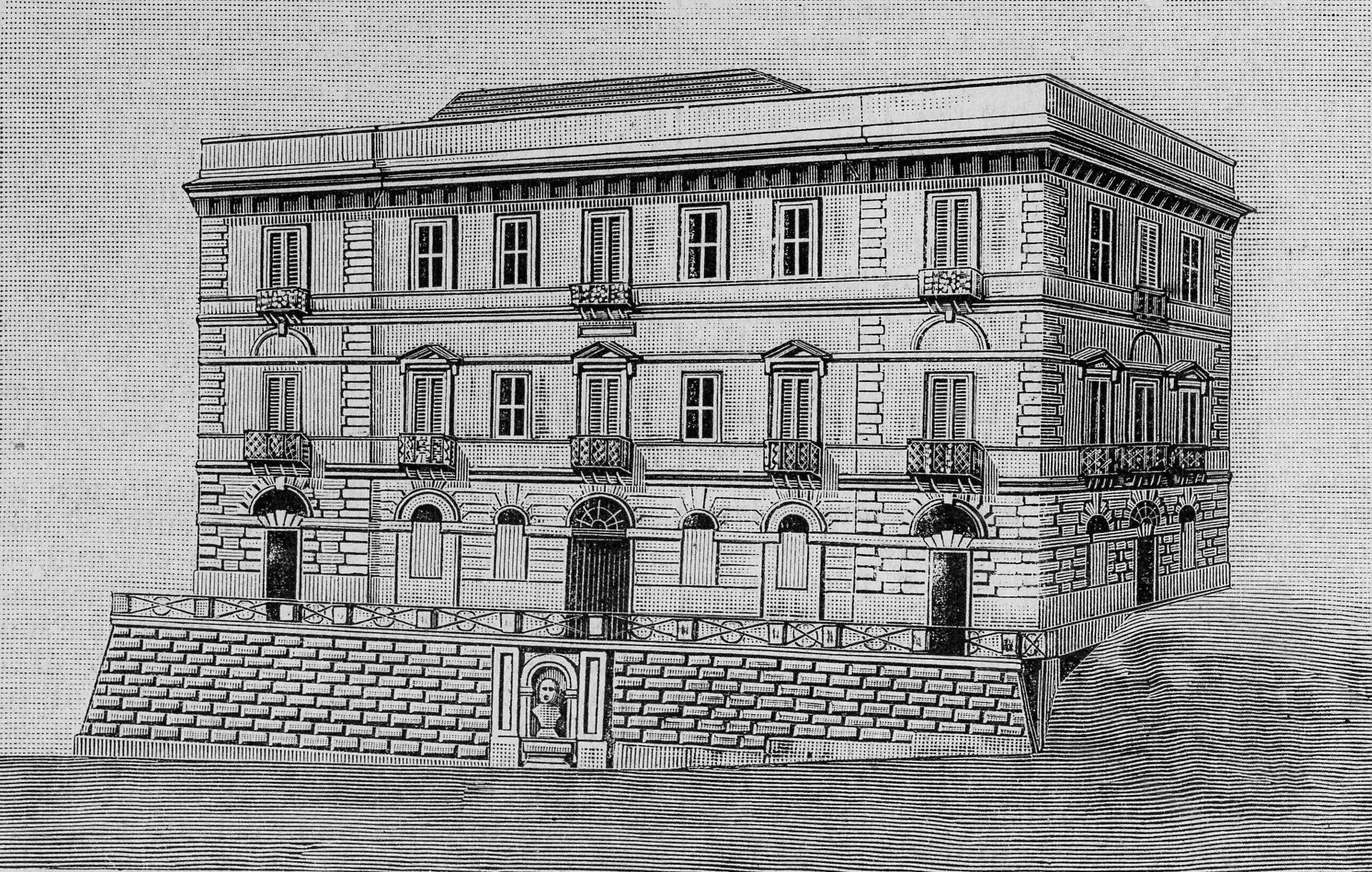
Palazzo comunale (xilografia 1901)

| Periodo        | Periodo        | Primo cittadino | Partito                      | Carica  | Note   |
| -------------- | -------------- | --------------- | ---------------------------- | ------- | ------ |
| 27 maggio 2013 | 10 giugno 2018 | Marcello Cannas | Lista civica "Nuovo Seui"    | Sindaco | [ 10 ] |
| 10 giugno 2018 | 29 maggio 2023 | Marcello Cannas | Lista civica "Nuovo Seui"    | Sindaco | [ 11 ] |
| 29 maggio 2023 | in carica      | Fabio Moi       | Lista civica "Progetto Seui" | Sindaco | [ 12 ] |